# Montferrier-sur-Lez
Montferrier-sur-Lez (okzitanisch Montferrièr de Les) ist eine französische Gemeinde mit 4117 Einwohnern (Stand 1. Januar 2022) im Département Hérault in der Region Okzitanien. Sie gehört zum Arrondissement Montpellier sowie zum Kanton Montpellier – Castelnau-le-Lez.

## Geographie
Die Gemeinde liegt im Ballungsraum nördlich von Montpellier am rechten Ufer des Flusses Lez. Sie grenzt im Norden an Saint-Clément-de-Rivière und Prades-le-Lez, im Osten an Clapiers, im Süden an Montpellier und im Westen an Grabels.

## Geschichte
Die Burg wurde vor der Französischen Revolution von einem Marquis errichtet. Bis 1935 hieß die Gemeinde nur Montferrier.
| Bevölkerungsentwicklung | Bevölkerungsentwicklung | Bevölkerungsentwicklung | Bevölkerungsentwicklung | Bevölkerungsentwicklung | Bevölkerungsentwicklung | Bevölkerungsentwicklung | Bevölkerungsentwicklung | Bevölkerungsentwicklung |
| ----------------------- | ----------------------- | ----------------------- | ----------------------- | ----------------------- | ----------------------- | ----------------------- | ----------------------- | ----------------------- |
| Jahr                    | 1968                    | 1975                    | 1982                    | 1990                    | 1999                    | 2006                    | 2017                    |                         |
| Einwohner               | 1105                    | 1684                    | 2015                    | 2670                    | 3295                    | 3472                    | 3720                    |                         |

## Sehenswürdigkeiten
- Aquädukt über das Tal der Lironde, einem kleinen Lez-Zufluss, aus dem 18. Jahrhundert – Monument historique[1]